# Parc la Mutta

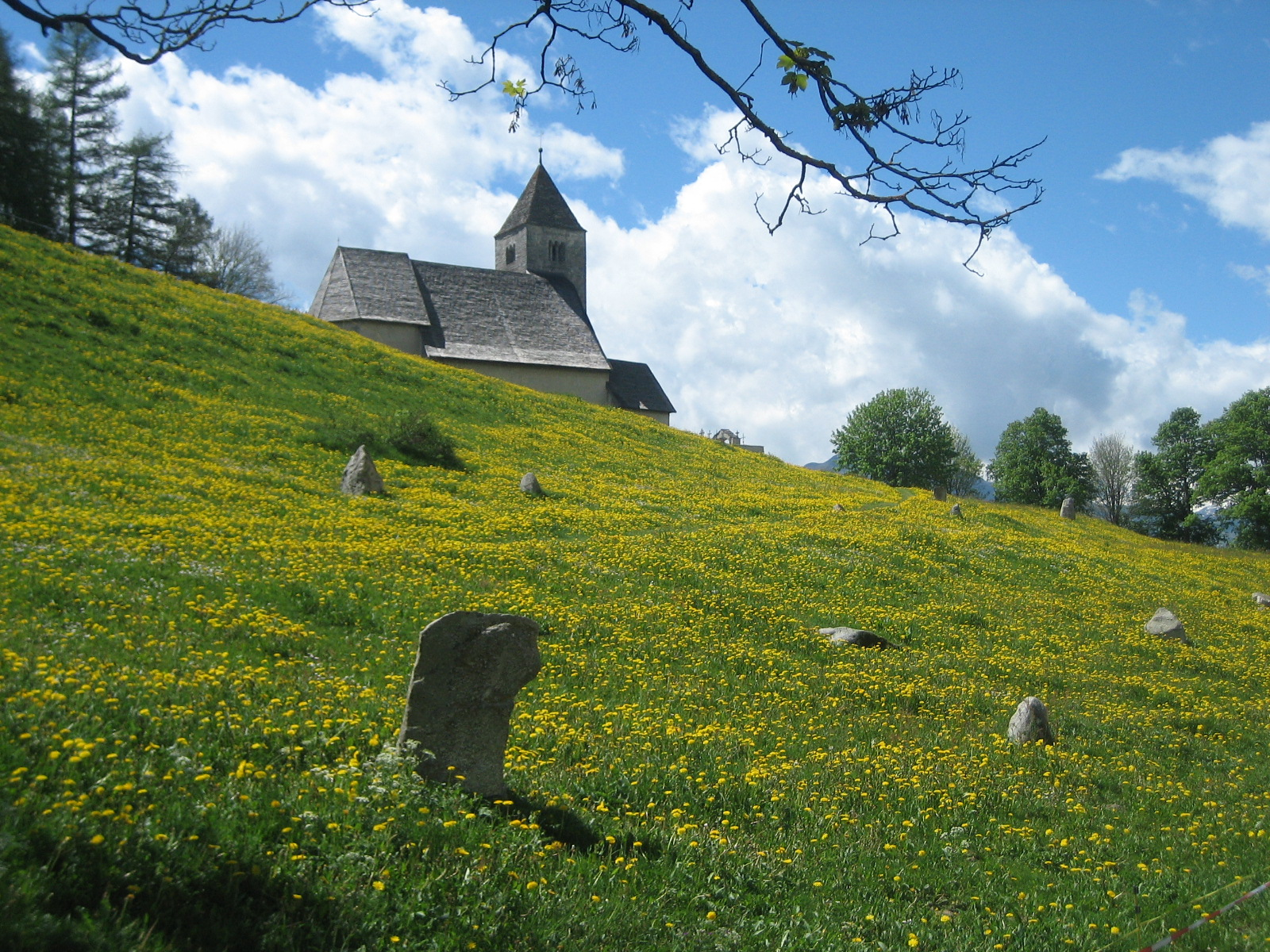
Parc La Muota a Falera

Le parc de la Mutta ("Mutta" en rhéto-romanche signifie "sommet de la colline") est une série de pierres dressées au milieu de l'Âge du bronze près de Falera, dans la Surselva, dans le canton suisse des Grisons. Avec une longueur de 400 m et 36 menhirs, c'est le plus grand site de ce type en Suisse. 
Le site comporte plusieurs rangées de pierres alignées de façon astronomique ainsi que des pierres à cupules.

## Généralités
Le site est situé à la limite sud du village de Faleras, au-dessus de Laax, à une altitude d'environ 1220 m. La plupart des pierres se trouvent dans la plaine de Planezzas, au-dessus du parking à l'entrée du village, au nord de la Mutta, une colline remarquablement boisée. Les menhirs sont des blocs erratiques de granit ou de diorite, dont le plus grand fait plus de deux mètres de haut. Une grande partie des pierres a dû être apportée à Planezzas depuis la pente au-dessus du village. Dans les environs immédiats se trouve l'église Saint-Remigius, vieille de plus de 1 000 ans.
À l'aide des panneaux d'information et des plans fournis, les visiteurs peuvent en savoir plus sur le site. Des visites guidées du site ont lieu pendant la saison estivale.

### Découverte
En 1935, le forestier de district Walo Burkart, qui avait déjà découvert la colonie de Crestaulta la même année, a attiré l'attention sur "six rochers à colonnes". Il a donné les distances entre les pierres comme étant 19 m ou des multiples de cette distance. En 1948, J. Maurizio a reconnu l'alignement astronomique de la ligne principale.
En 1976, Ulrich et Greti Büchi ont décrit des rangées de pierres dont les pierres individuelles avaient été retirées. Une datation au radiocarbone d'un morceau de charbon de bois provenant de la fondation en argile d'un menhir, a donné une date entre 1500 et 1200 avant J.-C., la transition entre le milieu et la fin de l'âge du bronze. Toutefois, comme il s'agit de la seule analyse de ce type, il ne faut pas accorder trop d'importance au résultat. La date d'origine de la grande rangée de pierres pointant vers le Taminser Calanda reste incertaine.
Après que le local, Ignaz Cathomen, en collaboration avec le géologue zurichois Ulrich Büchi, eut érigé de leur propre initiative quelques mégalithes en 1986, sans toutefois les documenter de manière méthodique et archéologique, l'emplacement original de 27 autres pierres a été déterminé par des fouilles en 1988 au nom de la communauté et sous la direction d'Ulrich Büchi, et celles-ci ont été réélevées. En été 2000 et 2001, sous la direction de Jürg Rageth du Service archéologique du canton des Grisons, neuf autres menhirs ont été érigés. Ce travail a été rendu possible par la Fondation Margrit Bohren-Hoerni. L'emplacement original des pierres tombées a été enregistré sur plusieurs photographies aériennes prises depuis juillet 1939.
Afin d'ancrer les pierres, les constructeurs ont d'abord placé une solide couche d'argile dans la fosse. Le menhir a été déversé dans ce lit d'argile et tourné dans la position souhaitée. Ensuite, il a été calé avec des pierres allongées, puis la fosse a été remplie de débris de moraine et d'humus. Lors des fouilles visant à retrouver la position d'origine des menhirs, aucun fragment de poterie utilisable n'a été trouvé. Des morceaux de restes d'ocre et de charbon de bois, ainsi que des pierres utilisées pour le calage, ont également été trouvés. 
Les fosses de fondation d'origine n'ont été retrouvées que dans la moitié environ des menhirs réédifiés, surtout dans la plaine de Planezzas. Sur la pente vers le terrain de sport, l'érosion et les petits glissements de terrain ont pu modifier la position initiale des pierres de la rangée qui fait face au Piz Muraun. Cette orientation vers le Piz Muraun remonte aux observations de Georg Brunner.

### Orientation

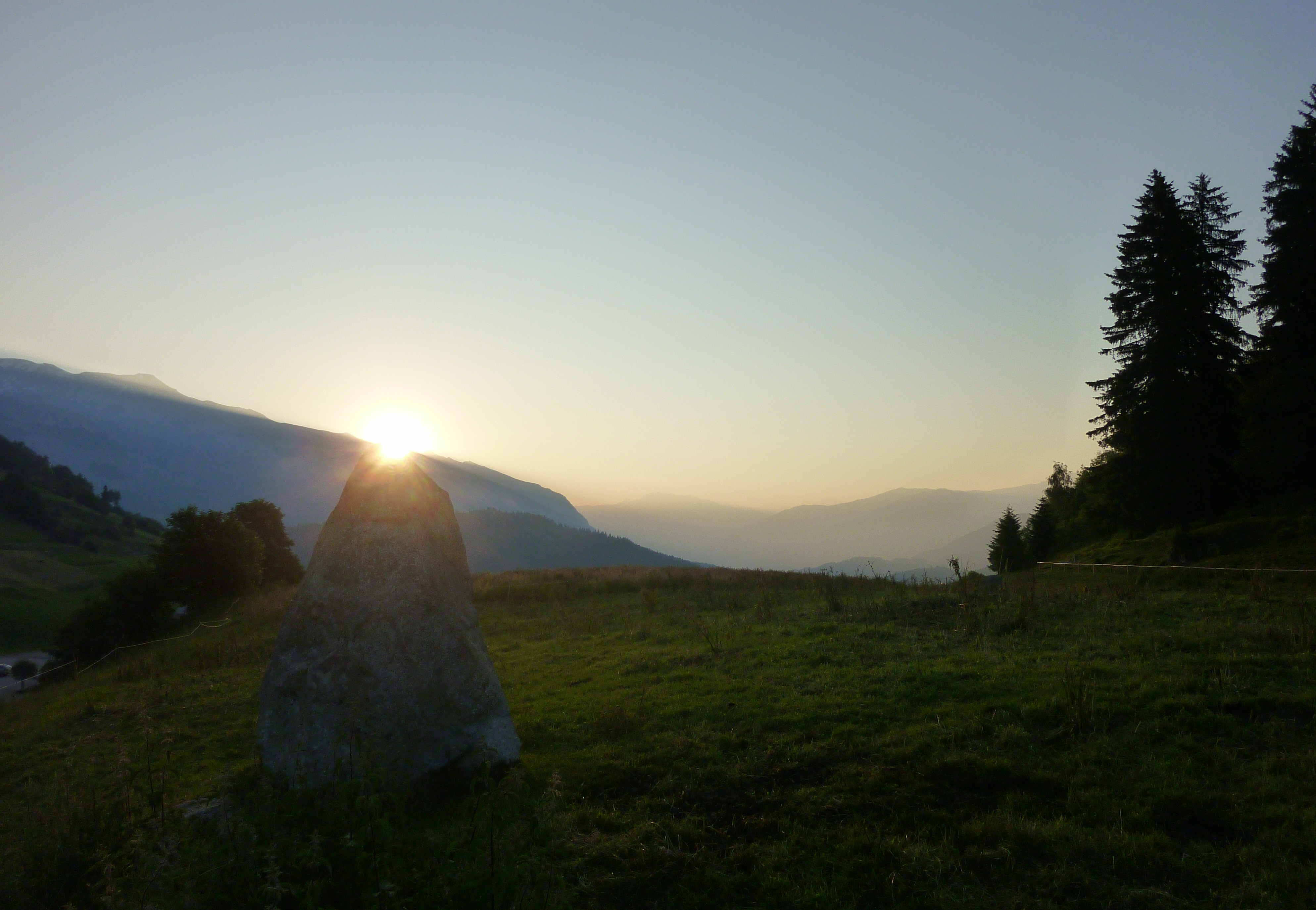
Lever de soleil (27 juin) sur le grand menhir de Planezzas

La plupart des alignements des rangées de pierres sur les Planezzas indiquent des points importants de lever et de coucher du soleil au cours de l'année. La ligne principale s'étend légèrement vers le bas, en direction du nord-est, et se compose de cinq menhirs. Il est possible que d'autres aient été victimes de vols de pierres. La ligne pointe un mois avant et un mois après le solstice d'été vers le point de lever du soleil sur le sommet du Calanda de Tamins. Ces deux jours peuvent être comptés à partir de l'équinoxe de printemps.
L'extension de la rangée de pierres dans la direction opposée indique le quartier de l'église de Ladir, où il y avait un décor de pierres avant la construction du presbytère. Son prolongement ne mène pas à l'église Saint-Georges de Saint-Ruschein, mais à la ruine de Frundsberg, en passant par la chapelle Saint-Anton. Des découvertes de l'âge du bronze ont été faites à différents endroits sur l'écusson de Ruschein. Il y a également de nombreuses pierres à cupule sur ce blason.
Si l'on poursuit la ligne en direction de l'ouest, on passe également devant la chapelle de Sainte-Madeleine à l'ouest de Schnaus et de Saint-Martin à Obersaxen. Au total, cinq églises ou chapelles se trouvent sur le même axe de 62° : Schnaus, Ruschein, Ladir, Falera et Laax (chapelle Saint-Nicolas).
Dans la ligne principale, deux menhirs et un troisième forment les sommets d'un triangle de Pythagore avec un rapport d'aspect de 8:15:17. L'hypoténuse correspond à la direction de la ligne principale, les cathètes sont respectivement nord-sud et est-ouest.
La ligne principale est coupée par une autre ligne de six blocs, dont la signification a été pensée par l'archéo-astronome Gion Gieri Coray de Luven en relation avec l'étoile Caph dans la constellation Cassiopée. Cependant, en raison de la précession, les points de référence stellaires ne sont plus les mêmes aujourd'hui qu'à l'âge du bronze. M. Coray considère toutefois que cette interprétation est contestable.
D'autres lignes de relèvement indiquent le point de lever du soleil au moment du solstice d'été, le point de coucher du soleil au moment du solstice d'hiver et les équinoxes.

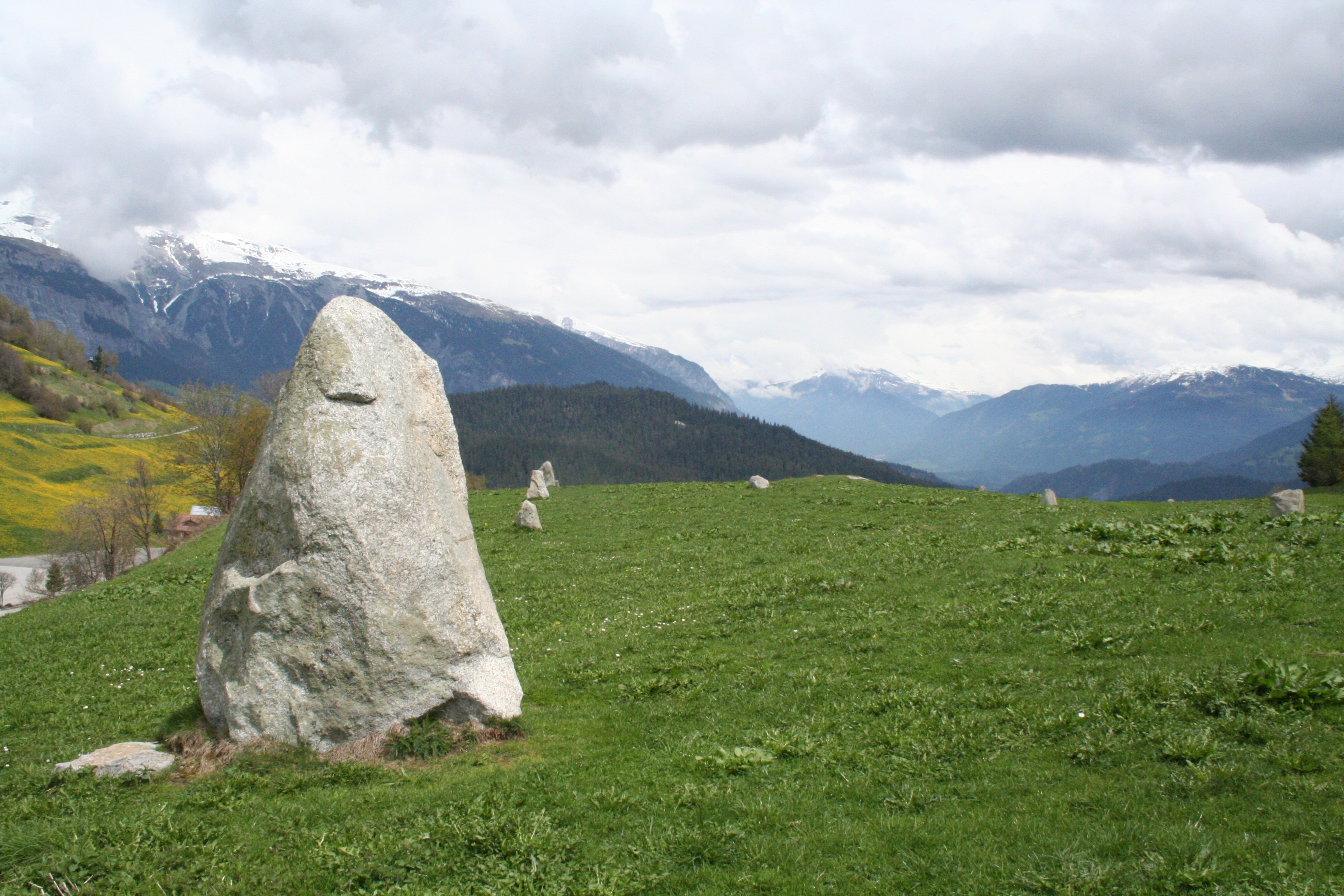
Alignement principal au point de lever du soleil 30 jours avant et après le solstice d'été
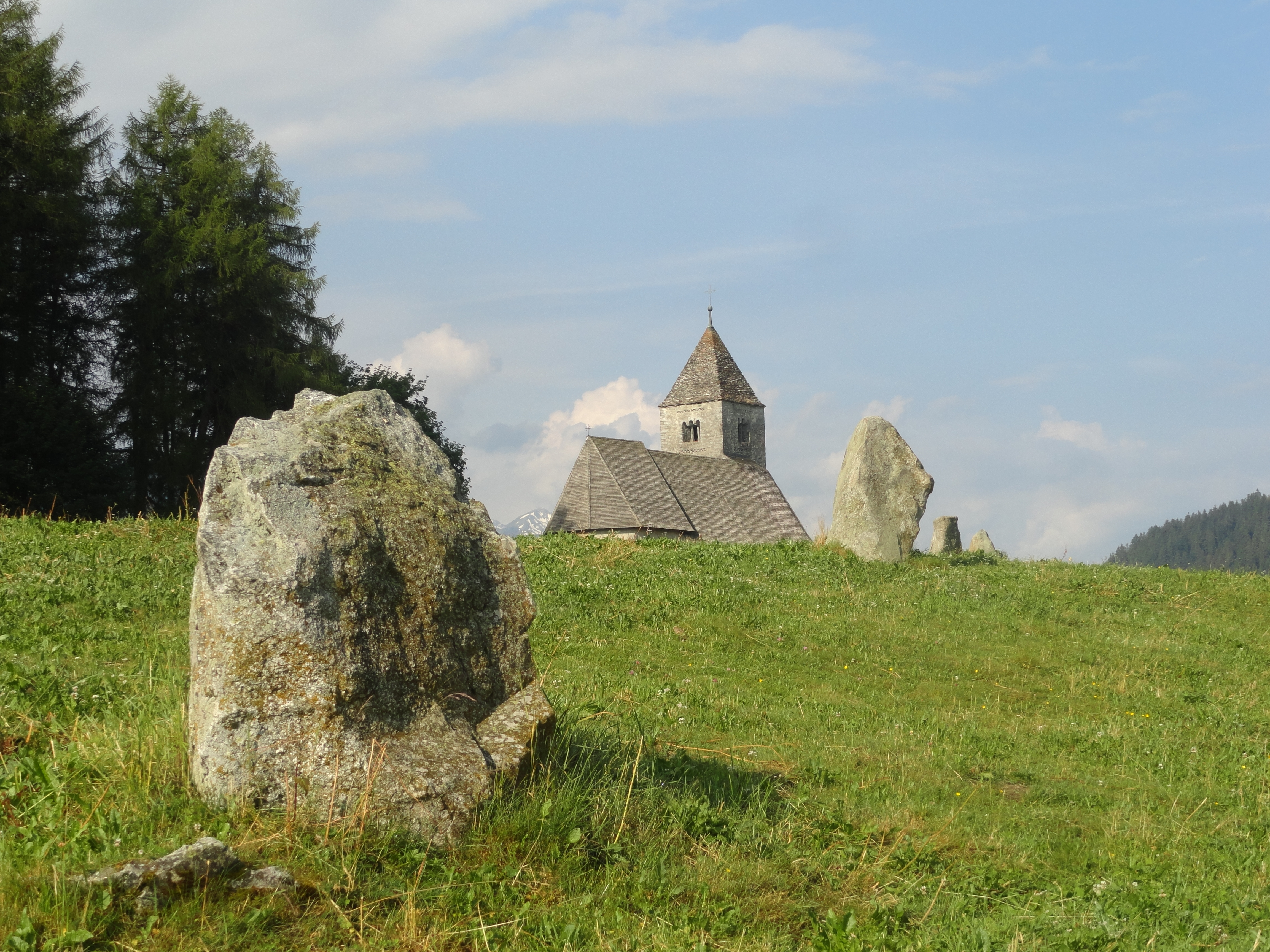
Même alignement à l'ouest
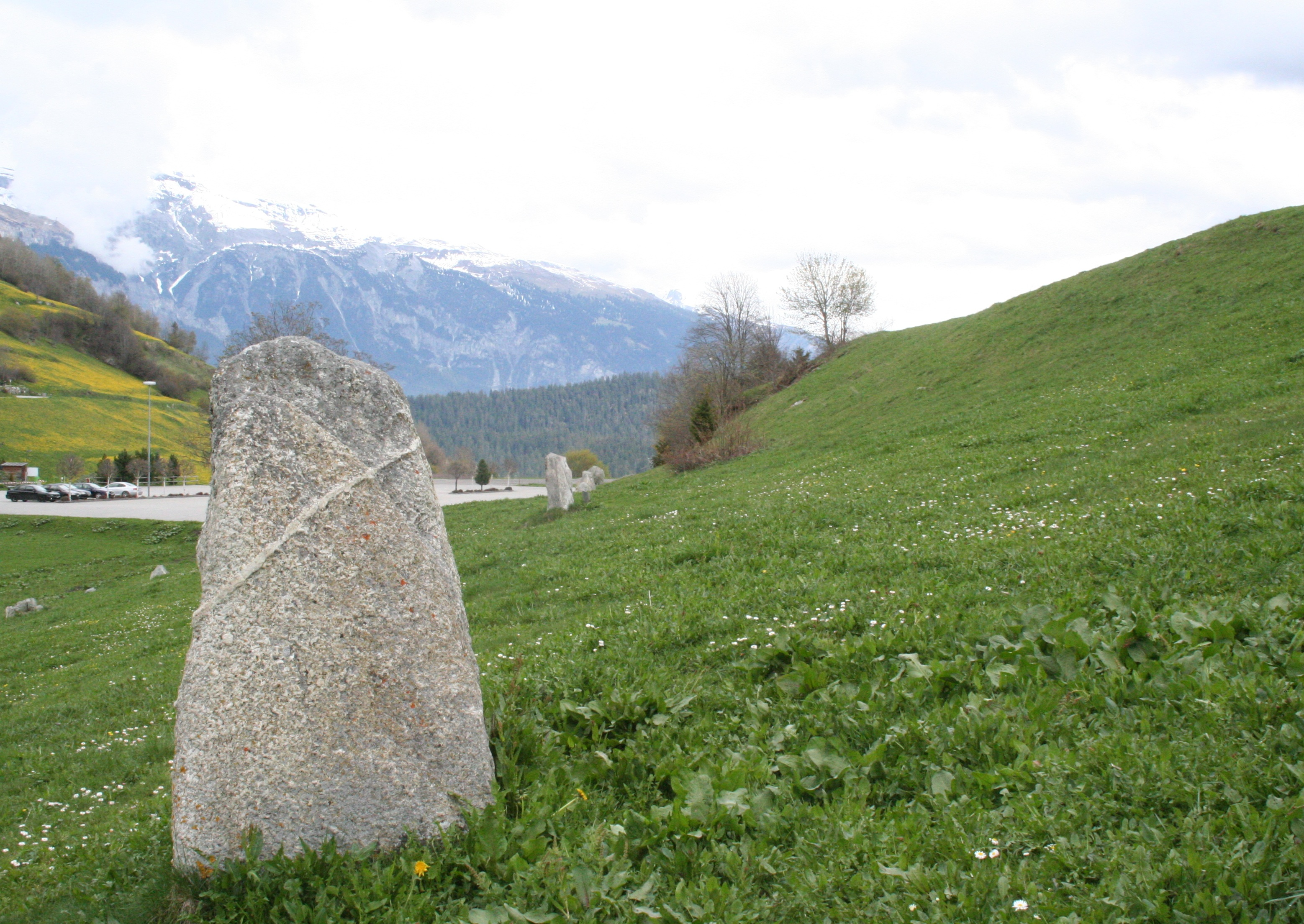
Alignement sur le lever du soleil le 21 mai et le 21 juillet
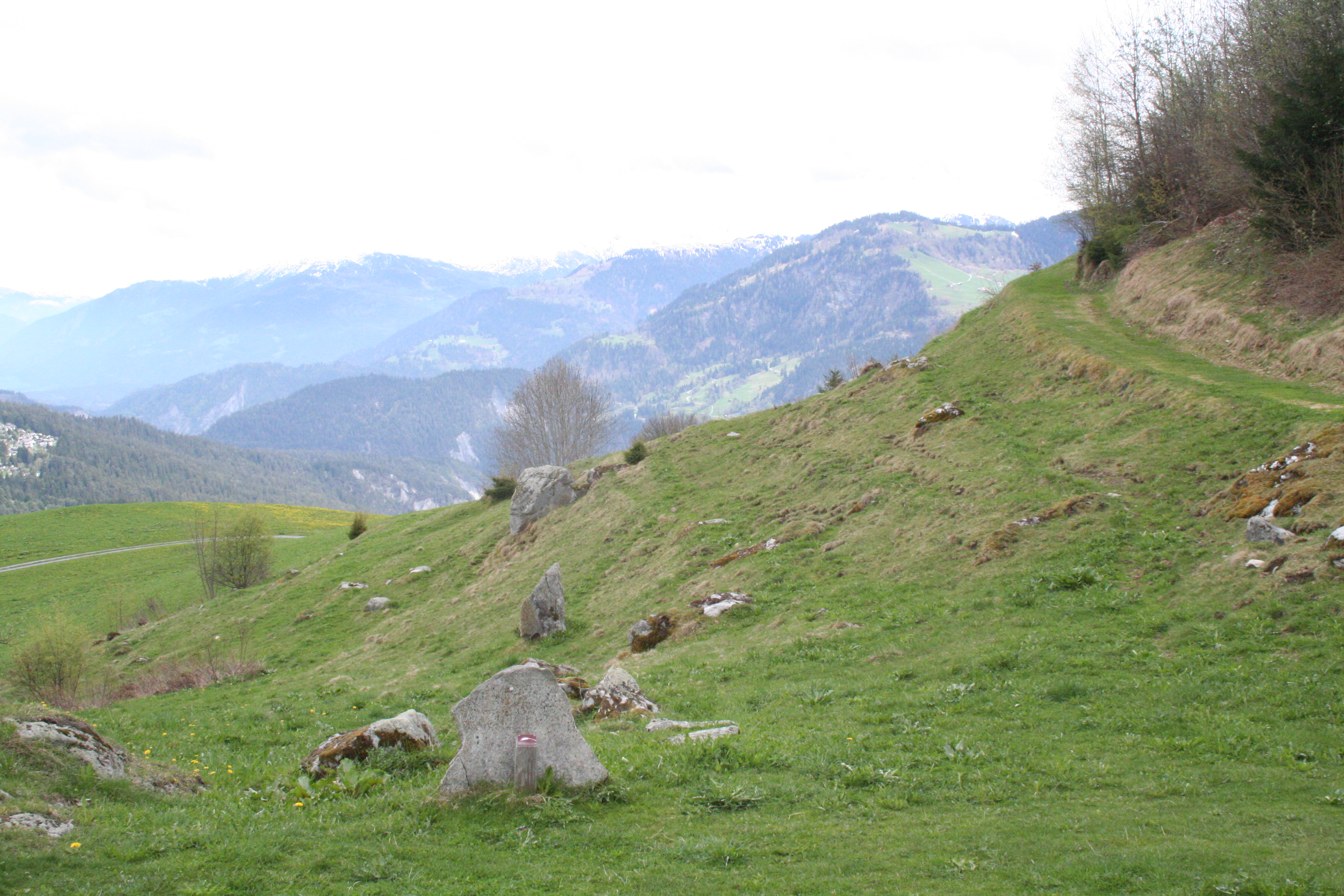
Alignement sur le lever du soleil à l'équinoxe

## Pierres
Autour de la Mutta, outre plusieurs pierres à cupules, il y a quelques pierres travaillées. Les plus importants d'entre eux sont mentionnés ci-dessous.

### Flèche lunaire

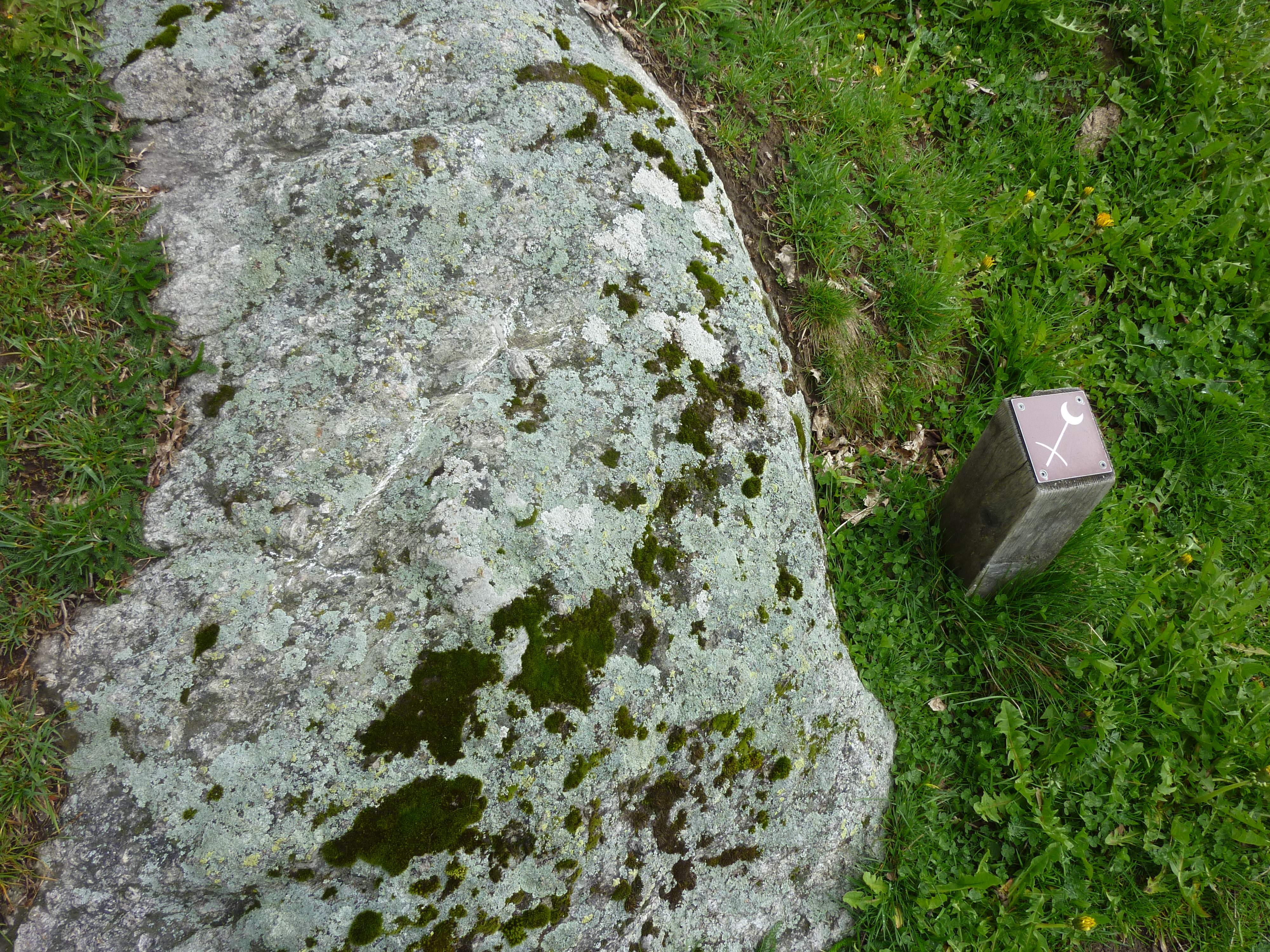
Pierre de lune

À l'ouest de l'escalier qui mène à l'église de Remigius, une pierre est gravée d'une flèche de 60 centimètres de long sur un arc tendu. La pointe de la flèche pointe vers la partie du ciel où une éclipse solaire de 96 % a été observée à 10h17 le 25 décembre 1089 av. J.-C.
Le soleil est apparu comme un croissant lunaire au moment de son occultation maximale par la lune, ce qui explique la représentation d'un croissant de lune à la pointe de la flèche. Des calculs récents de cette éclipse, qui précède de plusieurs siècles la dernière éclipse historiquement exacte, déplacent cependant l'événement à avant le lever du soleil pour la Surselva. Les formes particulières de ce morceau de roche affleurant sont fortement érodées, les interprétations sont hypothétiques.

### Pierre du soleil

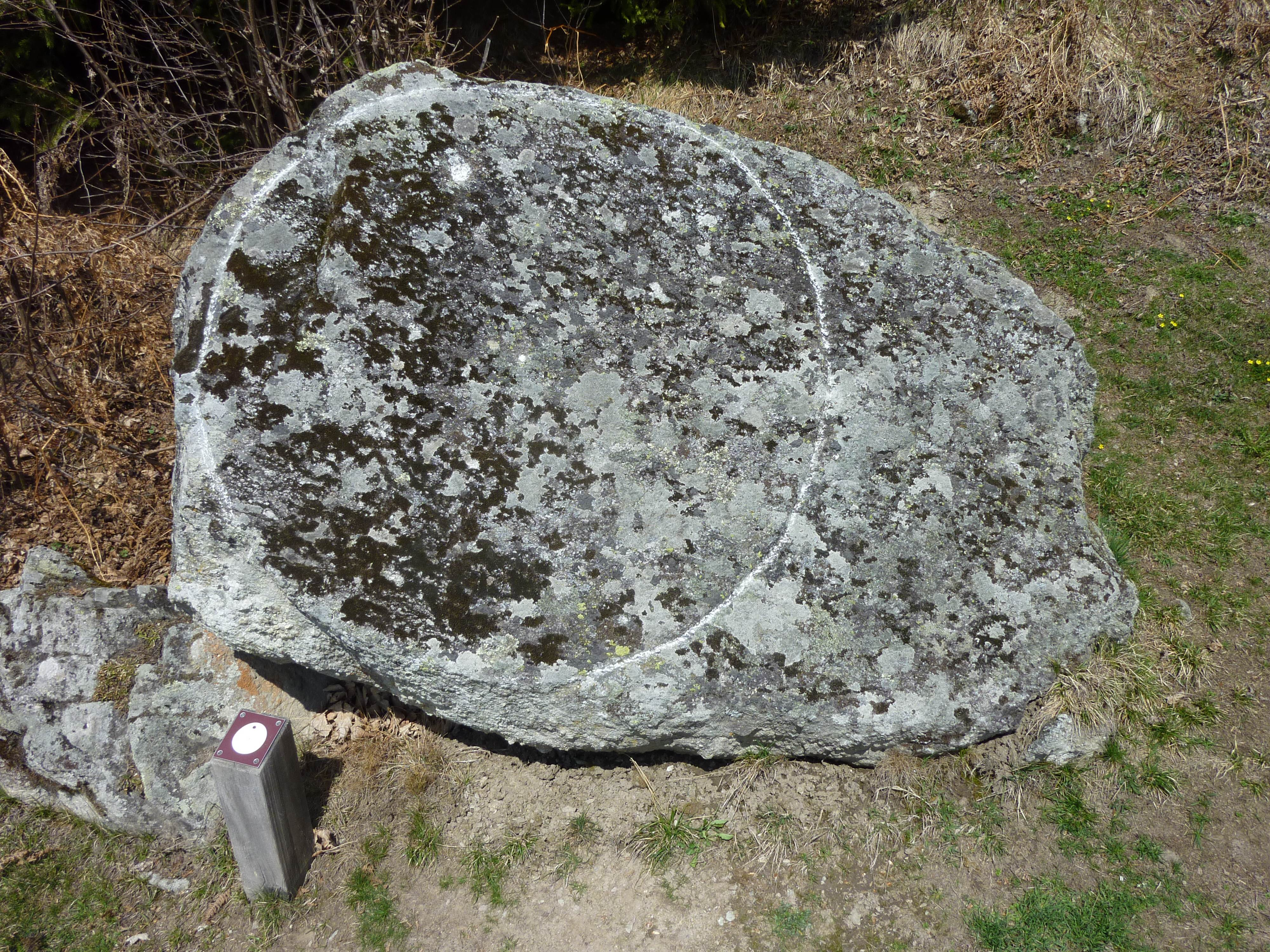
Pierre du soleil

Sur le côté sud-ouest de la Mutta, sur la passerelle inférieure, se trouve une dalle de pierre inclinée avec un cercle incisé de 120 centimètres de diamètre, un trou en son centre, un petit bol circulaire en haut à gauche et une entaille de 8 centimètres allant d'est en ouest. 
Son inclinaison, cependant, s'écarte de plusieurs degrés de l'inclinaison de l'axe de la Terre, et la surface ne balaye pas presque exactement dans une direction d'ouest en est. On peut se demander si cela pourrait être utilisé pour déterminer les heures du solstice d'été ou du 11 novembre (Saint-Martin) et du 2 février (Chandeleur).
Cependant, la pierre peut encore fonctionner comme un cadran solaire aujourd'hui. Comme il est situé sur un terrain très escarpé, sa position actuelle ne peut être considérée comme la même que celle d'il y a quelques milliers d'années.

### Pierre de croix

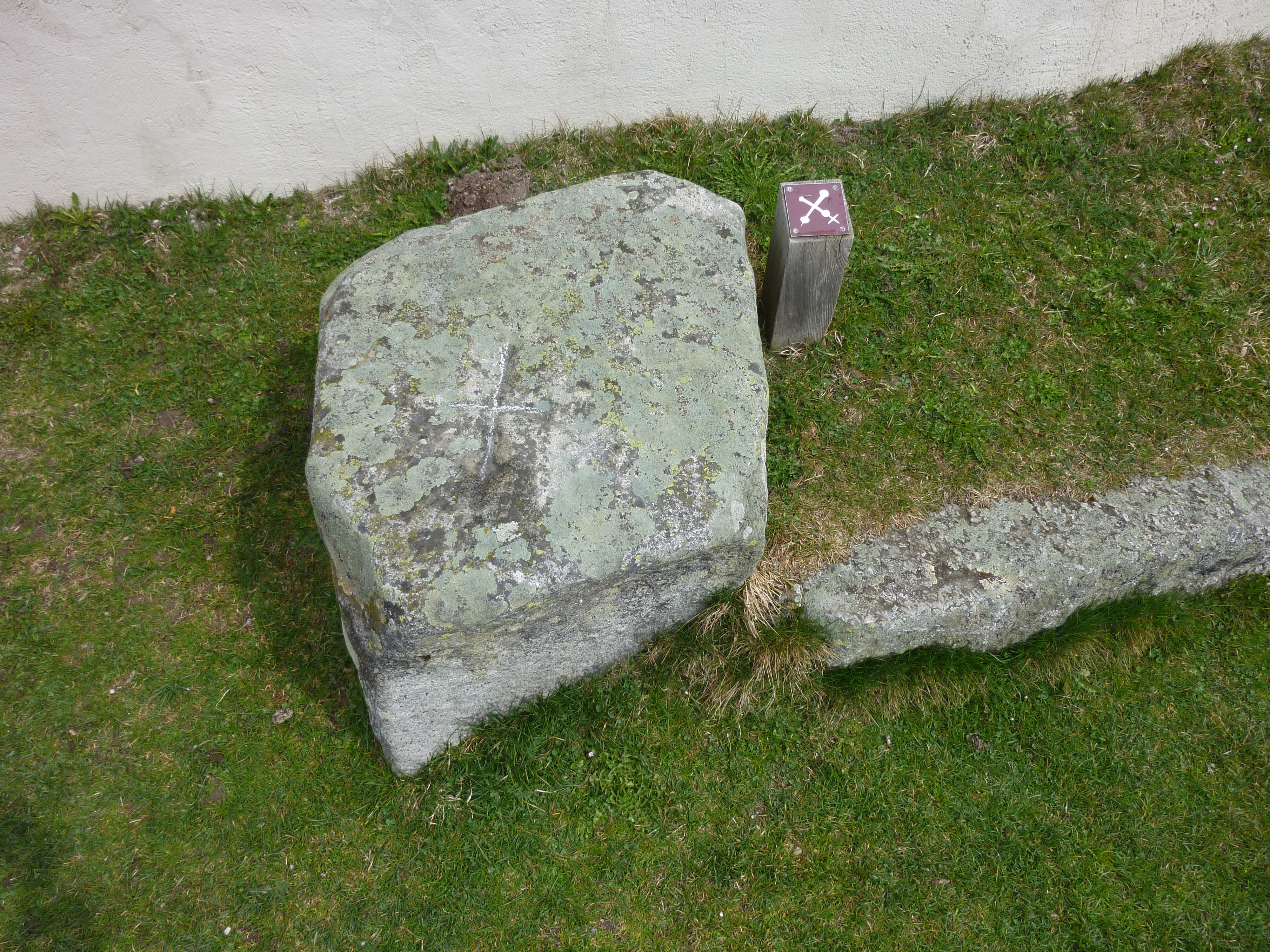
Pierre de la croix de devant le mur de l'église

Devant l'entrée du cimetière de l'église Saint-Remigius, sur le côté droit, se trouve un bloc de granit, sur la surface presque plane duquel se trouve une croix avec des cupules aux extrémités des bras. Ses faisceaux longitudinaux sont orientés est-ouest, le lever du soleil à l'équinoxe par exemple, mais ne peuvent être observés d'ici.
Une deuxième croix, plus petite, se ramifie à partir du bras sud de la croix, qui est moins profond. Entre chaque bras de la croix est gravé un point, qui n'est visible que sous un éclairage très faible. Une barre longitudinale pointant vers le Piz Mundaun doit plutôt être vue en relation avec une position du soleil (pointant vers le solstice d'hiver à l'horizon). Il ne s'agit donc pas d'un point lunaire extrême méridional, comme on le soupçonnait. Le fait qu'elle n'ait été ni incluse ni déplacée lors de la construction du mur du cimetière, qui passe à quelques centimètres de distance, suggère que la pierre et son emplacement ont été respectés au cours des siècles.

### Le "mégalithique rieur"

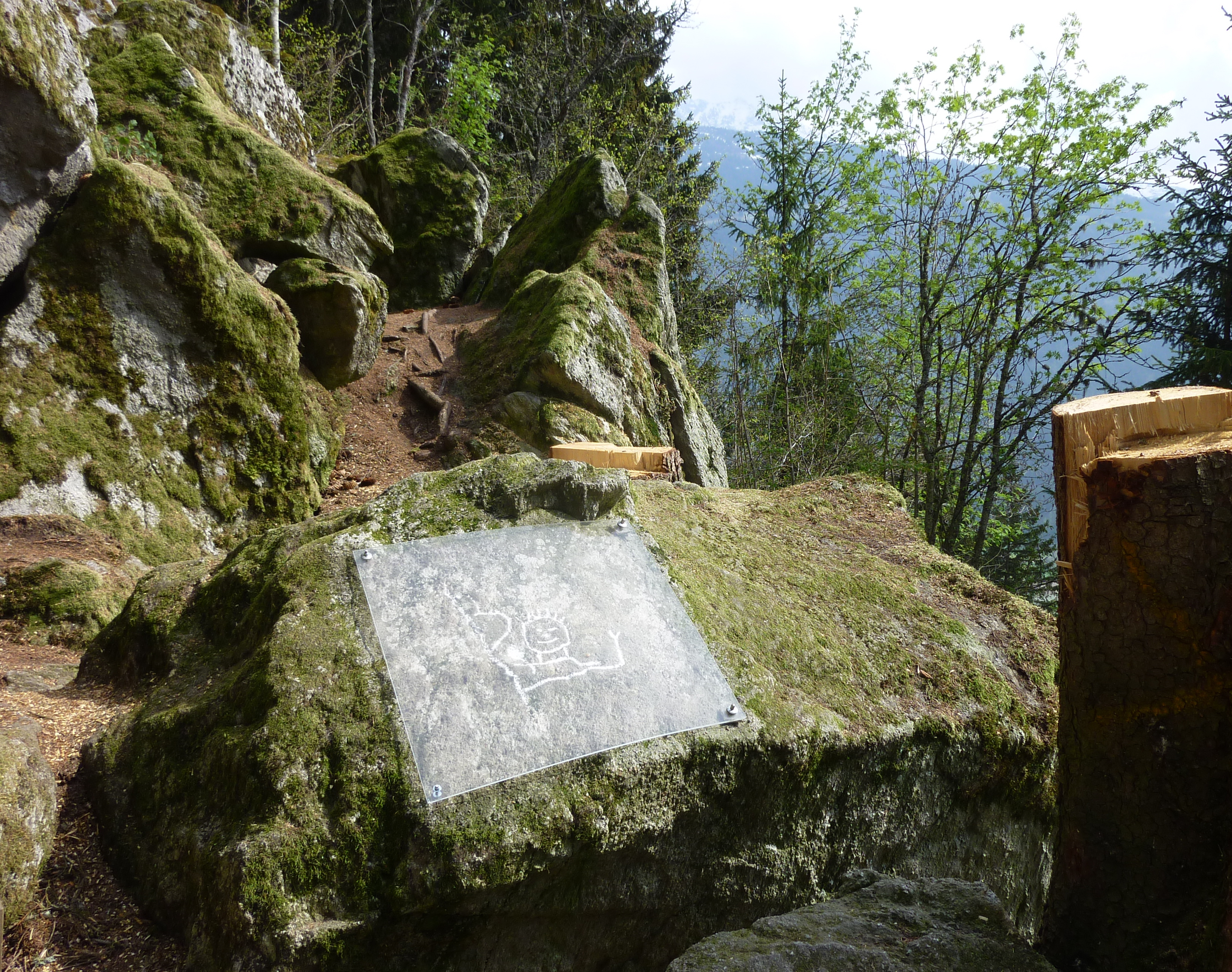
Le "mégalithique rieur"

Le 23 septembre 1984, un habitant local, Ignaz Cathomen a découvert une sculpture sur un gros bloc de roche d'Illanzer Verrucano sur le côté sud-ouest de la Mutta. Il montre un visage humain riant avec une sorte de couronne ou de cheveux. À côté de l'épaule, on peut voir une pointe de lance - ou la partie supérieure de l'aiguille du disque, telle qu'elle a été creusée sur la Mutta. La représentation est orientée vers le nord-ouest jusqu'au point de coucher du soleil au moment du solstice d'été. La date d'origine de la représentation est inconnue.

## Colline "La Mutta"

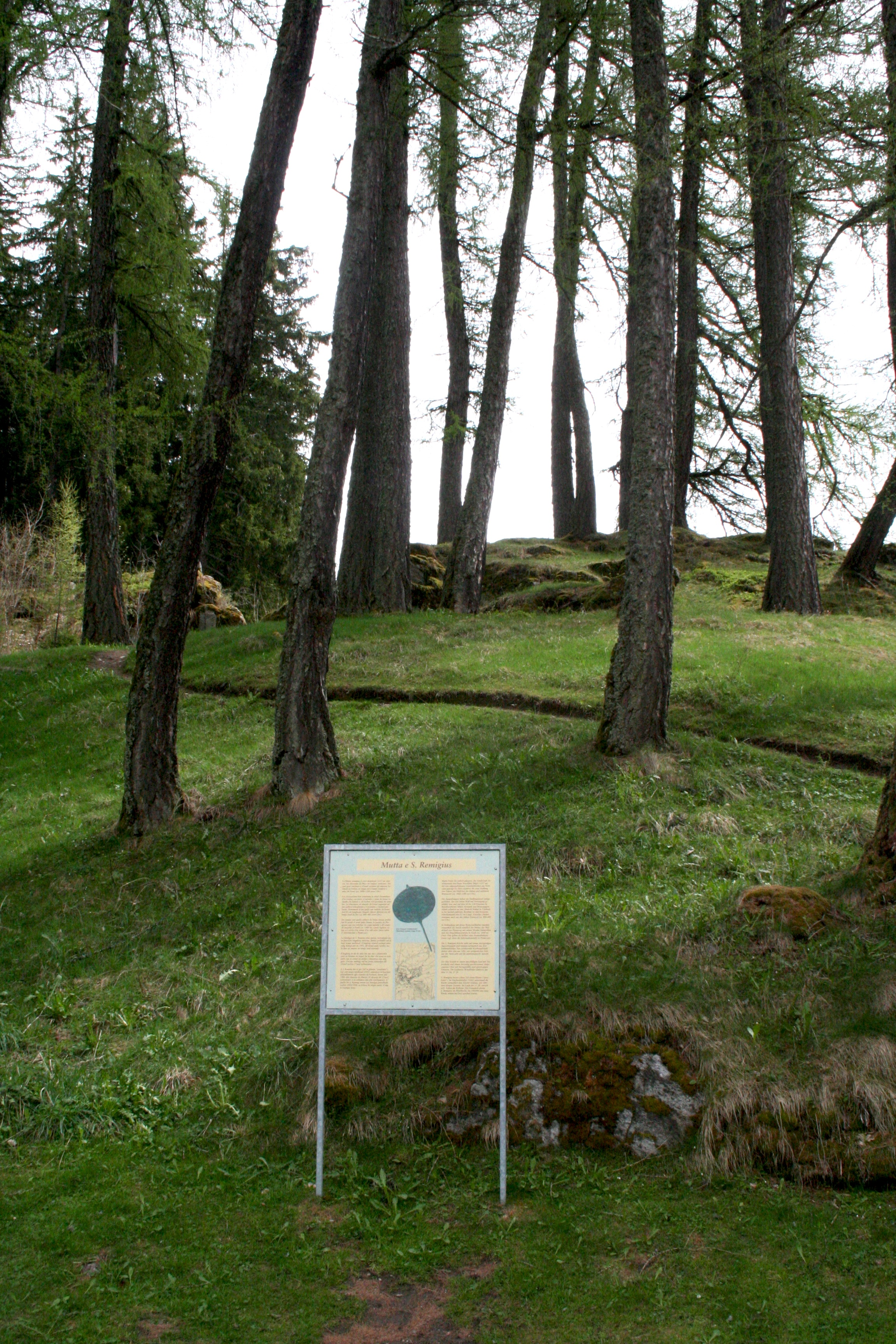
Paneau d'info devant la Mutta

La Mutta, une colline boisée dominée par des blocs de Verrucoano massifs, s'élève à environ 50 mètres au-dessus de la plaine des Planezzas et on peut y accéder de plusieurs côtés par de petits chemins. Les fouilles menées vers 1935 par le forestier du district Walo Burkart ont révélé un complexe de colonies sur la colline. Les découvertes de sol ont révélé une période d'occupation entre 1800 et 400 avant J.-C., c'est-à-dire de l'âge du bronze à l'âge du fer ultérieur. Un âge du fer et cinq âges du bronze couches de sol ont été prouvés.
La zone occupée occupait environ 1500 mètres carrés. Probablement entre 60 et 120 personnes y vivaient dans des maisons en rondins. La colonie était entourée d'un mur massif d'une largeur de fondation de deux mètres et d'une largeur de couronne de trois mètres. La porte était située au nord-nord-ouest et peut encore être vue aujourd'hui. Aujourd'hui, les murs sont envahis par la végétation et on ne peut que les deviner.
La découverte d'un foyer avec des restes de poterie de prouve que la poterie a été fabriquée ici ; la décoration des trouvailles est liée à celle de Crestaulta. En plus des tessons de poterie, cinq faucilles en bronze et plus de cinquante meules ont été trouvées ; preuve que l'agriculture était pratiquée ici. La découverte la plus significative est cependant celle d'une grande aiguille à disque en bronze.

### Epingle à disque

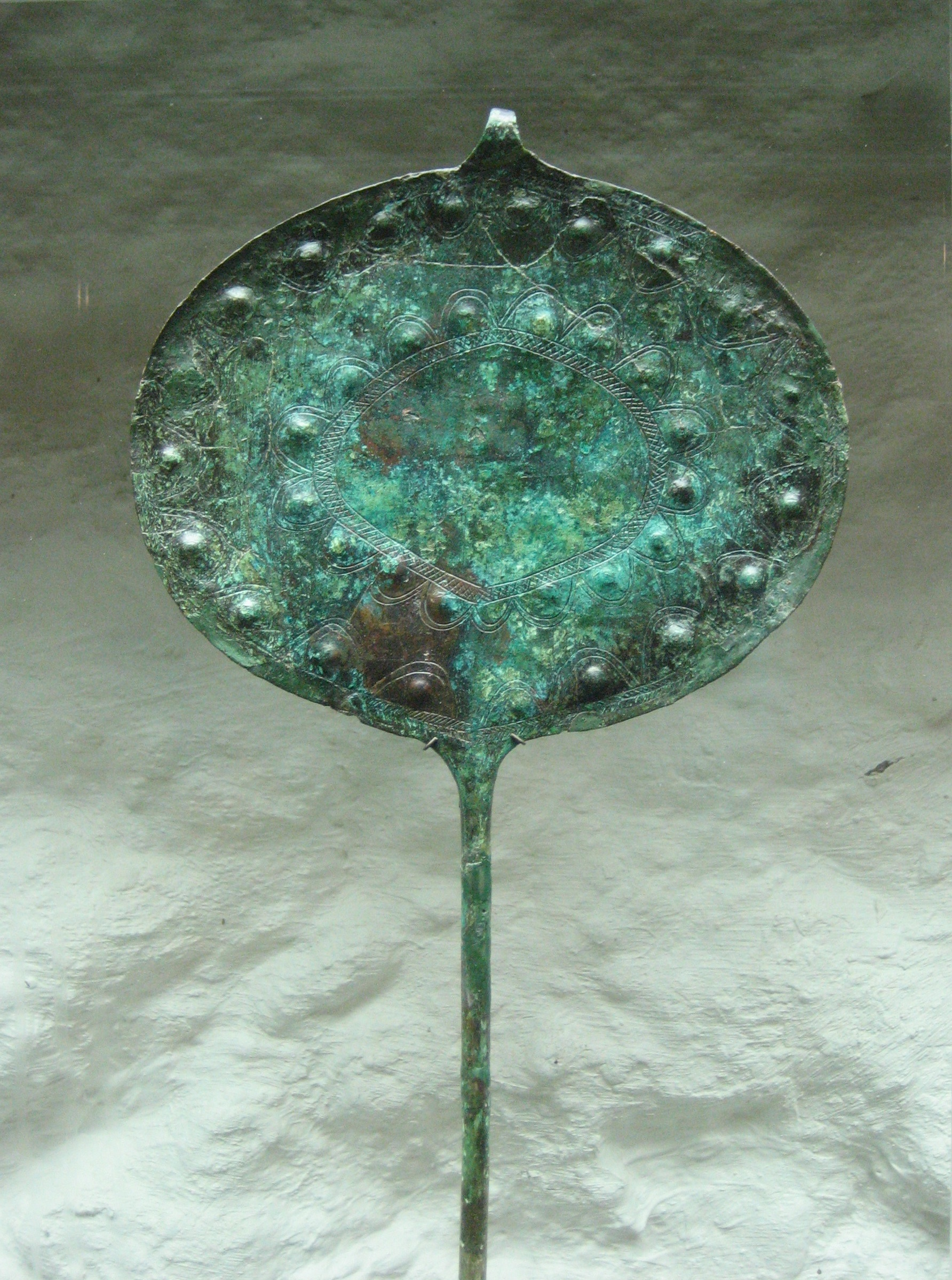
Original
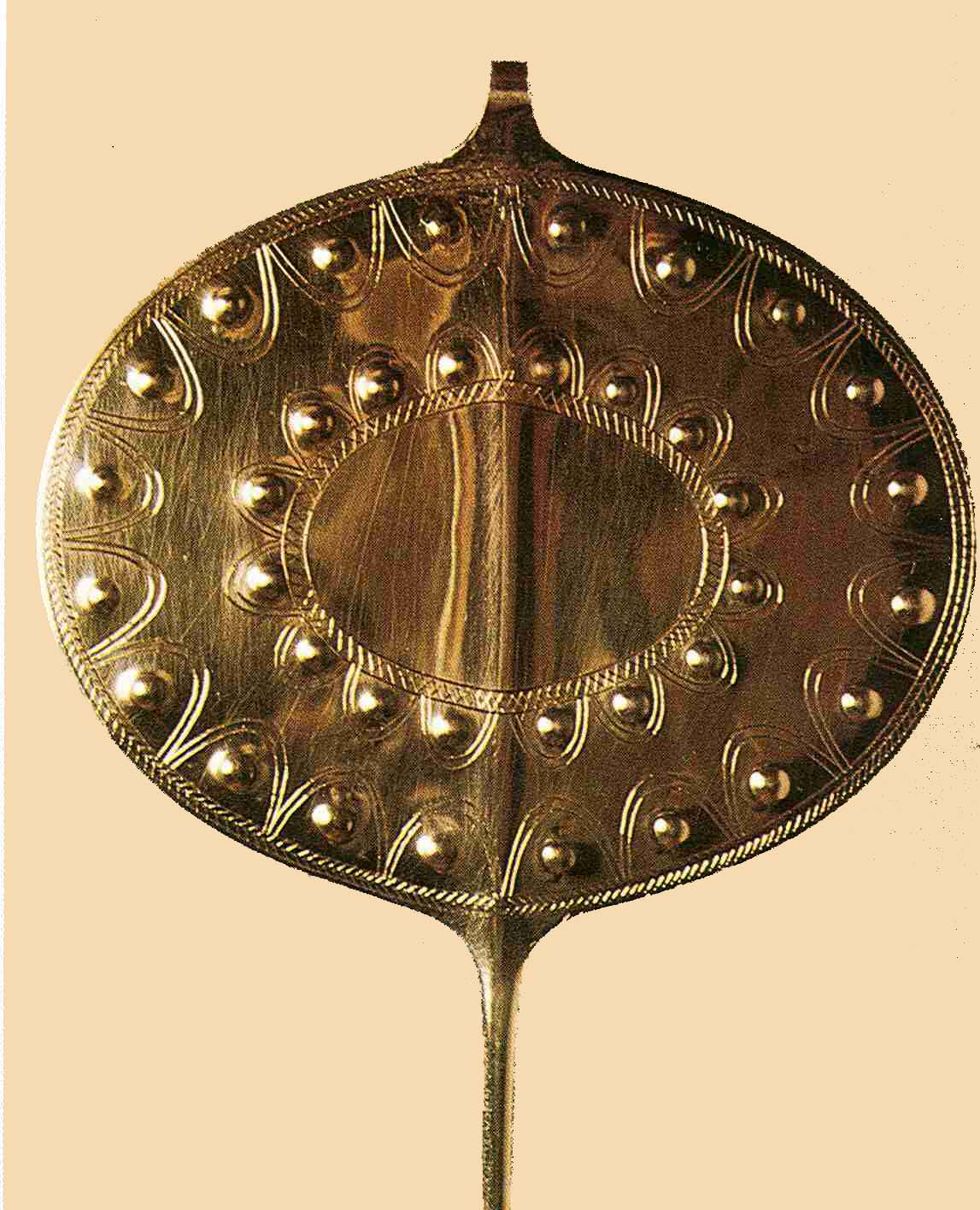
copie

L'épingle à disque a été trouvée le 23 juillet 1943 dans la troisième couche inférieure et datée du début de l'âge du bronze. Elle mesure 83 centimètres de long, la tête ovale mesure 16,5 par 12,5 centimètres. Il se compose de deux pièces, la tête avec des bossages ciselés et des lignes gravées et la pointe forgée.
Elle ressemble en apparence à une épingle à vêtement du costume féminin de l'époque, dite épingle à disque, mais à 83 cm (au lieu des 20 cm habituels), elle est surdimensionnée. Il s'agit d'un spécimen unique. William Brunner, astronome et météorologue (service de la météo pour l'aviation), a interprété les bosses et les tirets comme représentant une période synodique. Période orbitale des enregistrements Vénus. La longueur de l'aiguille de 83 centimètres est également associée à la longueur d'un Yard mégalithique, une thèse controversée postulée dans l'étude des cercles de pierre dans les îles britanniques par A. Thom. L'épingle a été conservée dans le laboratoire du Landesmuseum de Zurich et est exposée au Rätisches Museum à Coire.